# کیم دونگ-هیون (ورزشکار بابسلد)
کیم دونگ-هیون (انگلیسی: Kim Dong-hyun؛ زادهٔ ۱۲ نوامبر ۱۹۸۷) ورزشکار بابسلد اهل کره جنوبی است.
از افتخارات وی میتوان به کسب مدال نقره در بازی‌های المپیک زمستانی ۲۰۱۸ اشاره‌کرد.